# Harada Gaku
Gaku Harada (sinh ngày 22 tháng 5 năm 1998) là một cầu thủ bóng đá người Nhật Bản.

## Sự nghiệp câu lạc bộ
Gaku Harada đã từng chơi cho Yokohama F. Marinos.